# Sapromyza shewelli
Sapromyza shewelli är en tvåvingeart som beskrevs av Neal L. Evenhuis 1989. Sapromyza shewelli ingår i släktet Sapromyza och familjen lövflugor. Inga underarter finns listade i Catalogue of Life.